# Таніанткарі
Таніанткарі (груз. თანიანთკარი) — село в Грузії.
За даними перепису населення 2014 року в селі проживає 134 особи.